# Allée de Guyenne
L'allée de Guyenne (en occitan : alèa de Guiena) est une voie de Toulouse, chef-lieu de la région Occitanie, dans le Midi de la France.

## Situation et accès

### Description
L'allée de Guyenne est une voie publique. Elle traverse le quartier de Papus.
Elle naît perpendiculairement à la rue Henri-Desbals et à l'avenue de Reynerie, au niveau d'un rond-point qui reçoit également les voies de la sortie no 26 du périphérique. La première partie de l'allée de Guyenne, longue de 322 mètres et large de 12 mètres, est orientée au sud-est. La chaussée compte une voie de circulation automobile dans chaque sens.
L'allée de Guyenne forme ensuite une petite place de forme irrégulière, au carrefour de l'allée de l'Île-de-France, qu'elle reçoit au nord, de la rue de Bigorre, qu'elle reçoit au sud, et de la place Papus qu'elle longe à l'ouest.
La dernière partie de l'allée de Guyenne, longue de 472 mètres et large de 12 mètres, est également orientée au sud-est. Elle rencontre successivement la rue de l'Anjou, la rue du Maine, la rue de l'Auvergne, la rue de la Champagne et la rue du Limousin. Elle se termine en impasse, donnant accès au parc des Merlettes et à ses installations sportives. La chaussée compte une seule voie de circulation automobile à double-sens.
Il n'existe pas d'aménagement cyclable.

### Voies rencontrées
L'allée de Guyenne rencontre les voies suivantes, dans l'ordre des numéros croissants (« g » indique que la rue se situe à gauche, « d » à droite) :
1. Rue Henri-Desbals (g)
2. Avenue de Reynerie (d)
3. Allée de l'Île-de-France (g)
4. Place Papus (d)
5. Rue de Bigorre (d)
6. Rue de l'Anjou (g)
7. Rue du Maine (g)
8. Rue de l'Auvergne (d)
9. Rue de la Champagne (d)
10. Rue du Limousin

### Transports
L'allée de Guyenne est parcourue et desservie, dans sa première partie, entre la rue Henri-Desbals et la rue de Bigorre, par la ligne de bus 13. La station de métro la plus proche est la station Bagatelle, sur la ligne . Du côté de son aboutissement, par le parc des Merlettes, l'allée de Guyenne se trouve enfin à proximité immédiate de la route de Seysses, parcourue et desservie par la ligne de Linéo L4, et de la gare de Gallieni-Cancéropôle, sur la ligne Toulouse-Auch.
La station de vélos en libre-service VélôToulouse la plus proche est la station no 266 (38 rue de la Touraine).

## Odonymie
En 1955, l'allée a été nommée en l'honneur de la province de Guyenne, tout comme les autres voies du quartier Papus étaient nommées d'après des provinces françaises – Anjou, Auvergne, Béarn, Berry, Bigorre, Cerdagne, Champagne, Cotentin, Île-de-France, Limousin, Maine, Normandie, Poitou, Quercy, Rouergue, Roussillon, Touraine. En 1948, l'allée avait simplement reçu le nom d'allée des Cyprès.

## Histoire

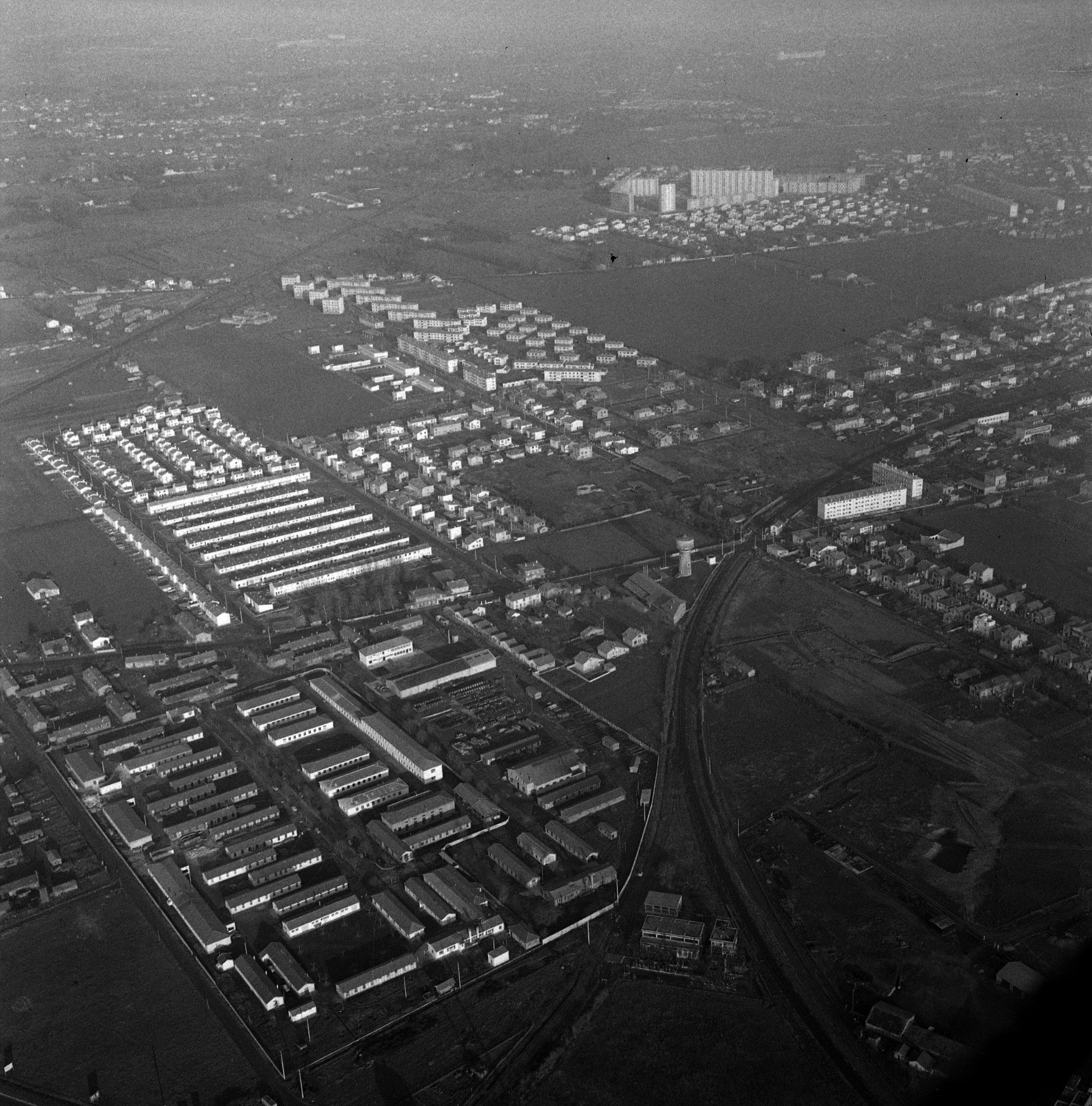
Vue aérienne de la cité de Papus en 1961 (André Cros, archives municipales).

## Patrimoine et lieux d'intérêt

### Cité Papus
L'Office national industriel de l'azote (ONIA) fait construire à partir de 1948, par la société anonyme HLM de Papus, une cité ouvrière afin de loger ses employés. Le projet en est confié aux architectes Joachim et Pierre Génard. Le plan-masse présenté en 1949 s'organise autour de l'allée de Guyenne et de l'allée de l'Île-de-France. Il s'agit d'une des premières cités toulousaines inspirées par l'urbanisme et l'architecture moderne. L'orientation des premiers bâtiments, au sud-est, est d'abord déterminée par l'héliothermie (actuels no 1 à 37 ; no 2 à 8). Une place importante est donnée aux espaces verts, donnant à l'ensemble des allures de cité-jardin. L'ensemble est achevé en 1970.

### Groupe scolaire Papus
Le groupe scolaire Papus occupe une parcelle rectangulaire de plus de 15 000 m2 à l'angle de l'allée de Guyenne et de la rue de Bigorre. Il compte trois bâtiments en U, alignés d'est en ouest le long de l'allée de Guyenne : l'école maternelle (actuel no 48) et l'école élémentaire (actuel no 44 et 46). Les corps de bâtiment sur la rue comportent deux niveaux, tandis que les ailes en retour sont en rez-de-chaussée. L'école maternelle est entièrement de plain-pied. On retrouve dans ces bâtiments l'architecture normative des constructions scolaires des années 1950. Trois pavillons sont réservés aux logements de fonction. Ils comportent deux niveaux et sont surmontés par un toit à un seul pan.

### Parc des Merlettes
Le parc des Merlettes occupe une parcelle de 26 000 m2, bordée au nord par les voies de la ligne de chemin de fer. Il est accessible au nord par l'allée de Guyenne et au sud par la route de Seysses. Il est largement occupé, du côté de l'allée de Guyenne, par une piscine et un complexe sportif. Il compte également une aire de jeux pour enfants et un terrain multisports.
- no  64 : piscine Papus. 
La piscine est construite en 1979 dans le cadre de l'opération "1000 piscines", lancée dix ans plus tôt par le secrétariat d'État chargé de la Jeunesse, des Sports et des Loisirs. À Toulouse, c'est la deuxième piscine de ce type, après l'achèvement de la piscine Toulouse-Lautrec au nord de la ville (actuelle impasse Barthe). Elle correspond au plan type Tournesol de l'architecte Bernard Schoeller et de l'ingénieur Thémis Constantinidis. Elle se compose d'une coupole, reposant sur un soubassement en maçonnerie, et formée d'une structure métallique en acier de 35 mètres de diamètre et 7 mètres de hauteur, qui compte 36 arcs couverts de coques plastiques de couleur beige. La moitié des arcs sont percé de hublots. La toiture est escamotable sur un quart de sa circonférence. À l'intérieur, le bassin mesure 25 mètres de long et 10 mètres de large, avec une profondeur allant de 1,20 mètre à 2 mètres. 
Le 21 septembre 2001, la piscine subit des dégâts importants à la suite de l'explosion de l'usine AZF. En 2003, elle est réhabilitée par l'agence d'architecture Branger & Romeu : la coupole escamotable est remplacée et un traitement acoustique plus performant est mis en place[5].

- stade des Merlettes.